# 本条真琴
本条 真琴（ほんじょう まこと）は、日本の元女性声優。主にアダルトゲームに声をあてていた。

## 人物・エピソード

### 人物
- 陵辱系ジャンルのヒロインを演じることが多いが、少年役として出演することも多い。
- 学生時代に流行りだったカラオケでアニメソングに夢中になっていた頃「（プロとして）ロボットものの主題歌を歌いたい」と思うようになり、声優になることが近道だと考えたのが声優になった切っ掛けであると語っている。
- 名前の由来は、事前に「真琴」は決めていたが苗字が決まっていなかった為、女優の「本上まなみ」に肖り「本上真琴」とつけていたが、後に姓名判断で早死する画数であると言われて「本条」に改名した。
- 成人向けの書店やゲームソフト店に通うことが好きで、店内の雰囲気や空気が気に入ってると語っている。また、余暇にはマンガ喫茶に通うこともあるという[1]。

### エピソード
- 愛称は「中の人」「うなっち」。中（なか）の人とは「本条真琴の中の人」の意味から転じたもので会社員でもあった為、仕事名義の使い分けで付けられたものだったが、声優引退後は「中の人」とだけ自己紹介している。「うなっち」も同様で声優としてではなく、会社員、或いは音響監督としてラジオ等に出演する際の名義で用いている。
- 声優の茶谷やすらとは仲がよく、共演作も多いことから盟友とも称された。
- 声優の一色ヒカル・まきいづみとも親交があり、茶谷やすらを含めた四人で「これから始まるラジオ(仮)」にて「中の人」名義で出演しているが、あくまでもスタッフとしての参加であり、本業である会社員や音響監督としての日常を語ることもある。
- 2004年に自身の公式サイトで、ソフトハウス「Sincere」から発売されたPC用ゲームソフト「シンシア」の出演を最後に、声優業の引退を表明 - ウェイバックマシン（2004年4月8日アーカイブ分）。一部の例外を除いて声優活動を終了。以前に出演していた作品の続編が出た場合のみ出演する旨をアナウンスしている。

## 主な出演作品

### PCゲーム
- 作品名（役名）で表記

#### 2001年
- 狂い 〜凌辱教室〜(木犀 香澄)
- 叶わぬ恋の物語(北上 純)
- Baby BE -Bedside Emotion-(朝霧 操)
- 宴 〜憂いの館〜(須勢 理恭子、繭フォウ 門脇)
- ALONE AGAIN(春木 彩華)
- 花の記憶 〜第六章〜(有坂 恵)
- CAFE LA SUNSET(守谷 悠里)

#### 2002年
- シ・カ・エ・シ(長谷部 涼)
- パールな気分で 〜明日に向かって歩こう〜(綾小路 亜賀砂、岩瀬 湖弓、溝口 麻莉絵)
- FIRST ANCHOR 〜ファーストアンカー〜(ユノ・ブラナー)
- いつか、どこかで -あの雨音の記憶-(杣木 梨緒)
- 探偵少年A
- 多重凌辱(ちひろ)
- PIANO FORTE(高梨 祥子)

#### 2003年
- もえべん　〜いとこ(妹)はふすまごし〜(西口 真由華、サキエ)
- STAGE(和久田 伊織)
- 忍ちっく☆はぁと(咲弥、刹那)
- Orange Pocket -オレンジポケット-(神沼 すず)
- 売約済 〜隷嬢姉妹〜(絵理子)
- 通勤快楽2 〜痴漢でGO!GO!〜(桃乃 かおり)
- ママさんバレー 乳ゆれまんせー(市原 萌花、摩周子)
- FOLKLORE JAM(八乙女 維月)
- 君の想い、その願い(佐々川 香澄)
- 永遠のアセリア -The Spirit of Eternity Sword-(ハーミット・ヨーティア)
- 私立レイプ女学院(石関 薫)

#### 2004年
- 魔女っこ de'GO♪GO♪ 〜ポールとミラ☆クル大作戦〜(摩周子 如月、天の声)
- CHAIN TRAP 〜復讐の淫罠〜(大川 麗子)
- シンシア 〜Sincerely to You〜(シー・キュリオ[2])
- まじれす!! 〜お待たせリトルウィング〜(ハーシー・ジャック、レナーテ・ミューラー)
- 永遠のアセリア 〜The Spirit of EternitySword〜 EXPANSION(ネリー)
- 鉄腕がっちゅ!(戦闘員メス3)
- トレーディングがっちゅ(鉄腕がっちゅ!購入特典：ラジオ番組全23種)その15

#### 2005年
- ANIpackII(石関 薫)

#### 2006年
- スピたん Spirits Expedition -in the Phantasmagoria-(ネリー・B・ラスフォルト)

#### 2007年
- 青空がっこのせんせい君。(朱の盤)
- 永遠のアセリア 〜この大地の果てで〜 (ネリー)

### プレイステーション2用ゲーム
2005年
- 永遠のアセリア 〜この大地の果てで〜(ヨーティア・リカリオン、ネリー)

## インターネットラジオ
- プチらじ（製作スタッフとして出演）
- これから始まるラジオ(仮)（製作スタッフとして出演）
- アケミとマリカのがっちゅみりみり放送局（第29-30回・41-42回ゲスト）